# Balsa de cuero de lobo

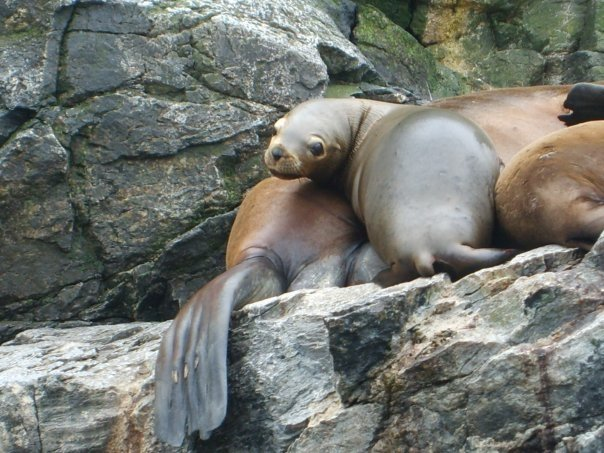
Lobos marinos en Punta de Choros.

La balsa de cuero de lobo era la embarcación típica usada por los indígenas changos sobre el océano Pacífico en los actuales Chile y Perú. Estaba formada por dos flotadores hechos a partir de la piel inflada del lobo de mar común (Otaria flavescens), sobre los que se colocaba una plataforma de madera. Generalmente usada solo para navegación costera, era movida a remo. Eran aptas para navegar con hasta cuatro marineros. Fueron usadas hasta 1876, cuando se les reemplazó por botes de madera.
La realización de la misma estaba reservada a artesanos especialistas, que se dedicaban solo a esta labor de caza de lobos de mar y elaboración de balsas, cambiándolas una vez construidas por otros bienes de consumo con otros pescadores especialistas (atuneros, balleneros, mariscadores, etc).

## Menciones históricas
Este navío llamó extraordinariamente la atención de los viajeros europeos y chilenos de la zona. Existen entre 1547 y 1970 casi 50 menciones de la nave en recuentos históricos.
La primera descripción de la misma corresponde a Jerónimo de Vivar, cronista de la expedición de Pedro de Valdivia en la conquista del Reino de Chile. Hay referencias de Antonio Vázquez de Espinosa de su uso hasta 4 leguas de lejanía de la costa, lo cual implicaría el uso de algún tipo de vela. Comúnmente representada en pictoglifos del norte de Chile y sur del Perú, alguna de las imágenes pueden dar una idea de “vela portátil”, figurando normalmente las pequeñas embarcaciones con sus remeros, en acciones de pesca y caza de cetáceos y fócidos.

## Extensión
La embarcación fue desarrollada en el desierto costero de Atacama, zona sin árboles, pero con abundancia de loberas, durante el periodo conocido como Desarrollo Regional II —a partir del año 1000—, en concreto en la zona del río Loa, actual Chile. En el siglo XV su uso se extendió hasta Tarapacá. Fue usada tanto para las labores de caza y pesca, como de pequeño transporte. En el norte de Chile, con modificaciones, su uso se extiende hasta principios de siglo XX, para cargar salitre en los puertos.
Según otro autores, su uso se extendió desde Islay en el norte peruano hasta la desembocadura del río Biobío.

## Construcción

Construcción según Roberto Páez.

La construcción requería primero la caza de lobos marinos, lo que ocurría en las islas ubicadas no lejos de la costa. Augusto Capdeville lo describe:: 93 
Los changos antiguos que deseaban construir una balsa de cueros de lobos, se dírijían a los islotes de la costa. Ahí tenían sus aposentos favoritos esos animales marinos, donde se les encontraba en muy grandes cantidades. Desde esos puntos los lobos perseguían a los cardúmenes de pescados, especialmente a las sardinas, que en su emigración periódica del norte a sur, se engolfaban en las bahías del litoral. Armados los changos de gruesos garrotes, iban a las islas a matar lobos de mar, escojiendo de preferencia a los más grandes.
Para cada odre o pierna se necesitan dos pieles cortadas en forma trapezoidal y cosidas. Para coser atravesaban los márgenes a unir con espinas obtenidas de la vegetación circundante (quisco, guillave o copao) con una distancia no mayor a medio centímetro entre cada agujero. Luego cruzaban con dos hebras alternadamente cada una de las espinas en fina y estrecha forma.

Imágenes de balsas de cuero de lobo
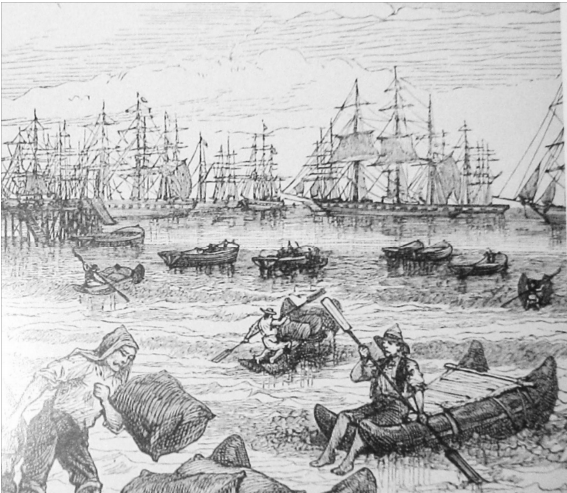
Uso en la exportación salitrera, 1890
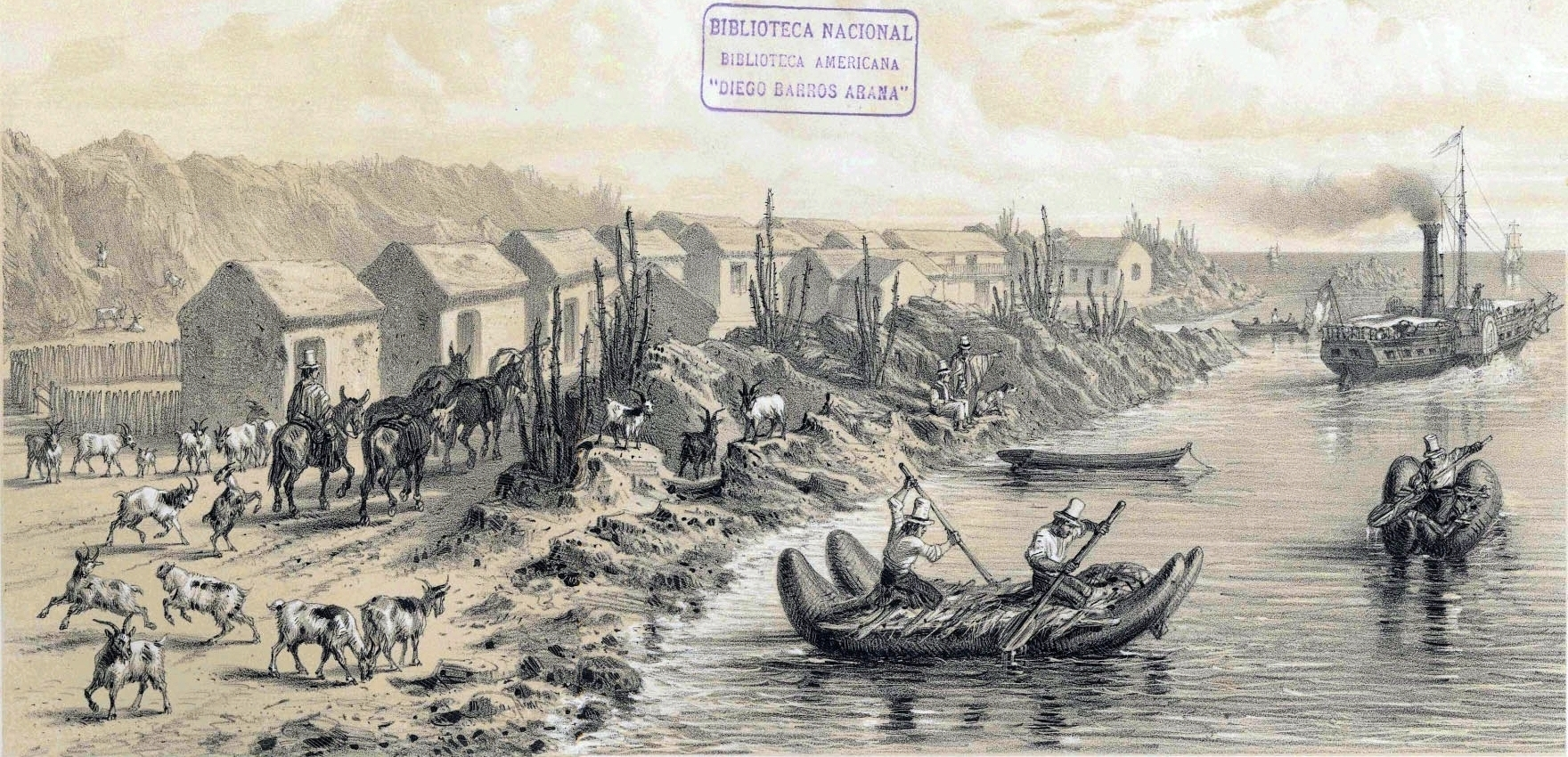
Balsas trabajando en Huasco, por Claudio Gay, en 1854.
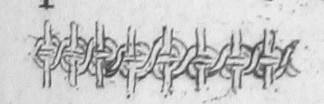
Costura en una balsa, según el grabado francés de 1717.

Luego se impermeabilizaba el exterior de los cueros con aceite de lobo y un líquido hecho con "almagre" que recogían de los yacimientos de cobre de la zona.
Para darle la forma se cerraban los extremos de cada pierna y se les daba un arqueo hacia lo que sería la cubierta de la balsa.
Finalmente, para inflar y vigilar cualquier pérdida de presión en las piernas (odres), se colocaba un canuto (cañería) en el extremo de la pierna que continuaba con una tripa de cerca de 0.5 m hasta un segundo canuto. Después de inflar el odre, la tripa con el canuto era enrollada en el padrón. El conjunto de la tripa y la boquilla (canuto) se llama copuna.: 94 
Ricardo E. Latcham sostiene que los odres eran moldeados en su interior con arena y totora, lo que les daba forma e impedía la pérdida total de la presión interna, permitiendo un proceso de inflado más corto y menos trabajoso.: 257 

## Usos
La balsa servía a los habitantes para la pesca, para el transporte de minerales desde localidades pequeñas hasta los puertos de exportación (Paposo hasta Cobija) y abastecimiento desde puertos mayores a las aldeas. Se estima que podían cargar hasta 600 kg.: 256 
Se supone que hubo viajes desde Arica hasta Islay, esto es de más de 170 km con las balsas.: 482 

## Construcción de una balsa en 1966
El Museo Nacional de Historia Natural de Chile conserva una balsa de cuero de lobo construida por Roberto Álvarez, poblador conocido como "el Chango" en la zona de la quebrada Chañaral de Aceitunas, quien la construyó a solicitud de Hans Niemeyer.: 241 